# たか丸くん
たか丸くん（たかまるくん）とは、2011年に築城（開始）400年を迎える弘前城の記念イベント「弘前城築城400年祭」のイメージキャラクター。
弘前城の乗った津軽為信の兜をかぶった弘前城の別名鷹岡城の鷹をモデルとしている。とても頭が良く弘前市民が大好きでいつもみんなの安全を見守っているという設定である。

## 概要
たか丸くんは、平成23年（2011年）に行われる弘前城築城400年祭のマスコットキャラクターとして全国676点の応募の中から採用されたキャラクターである。また愛称（ネーミング）は全国1,263件の応募の中から選ばれた。
弘前市はキャラクターを市民のや企業、団体等に広く活用してもらうため、著作権使用料を無償としている（商業利用の目的で使用する場合は、弘前市観光政策課への申請が必要）。
弘前城改修工事に伴い、たか丸くんがかぶるものが、｢甲冑｣から｢卍（弘前市章）が書かれたヘルメット｣に変わっている。

## 歴史
- 2009年
  - 7月29日 - キャラクターデザイン案の募集開始
  - 9月18日 - キャラクターデザイン案の募集締切（全国各地から676点の応募）
  - 10月15日 - マスコットキャラクターの愛称（ネーミング）案の募集開始　　　　　　
  - 11月13日  - 愛称募集締切（全国33都道府県から1,263件の応募）
  - 11月27日 - 弘前城築城400年祭400日前イベントとして弘前市役所にて報道陣に愛称及び着ぐるみのお披露目と400日前カウントダウンイベントが行われる。
- 2010年
  - 11月26日 - 特別住民票を交付。
- 2012年
  - 1月1日 - 弘前市のマスコットキャラクターとして任命される。

## デザインと愛称の当選者
- デザイン案の最優秀賞は、大阪府のデザイナーの妹尾昭吾。
- 名前の最優秀賞は、弘前市在住の小学生（実行委員会で抽選した結果決定された）。